# Koryta u Mnichova Hradiště

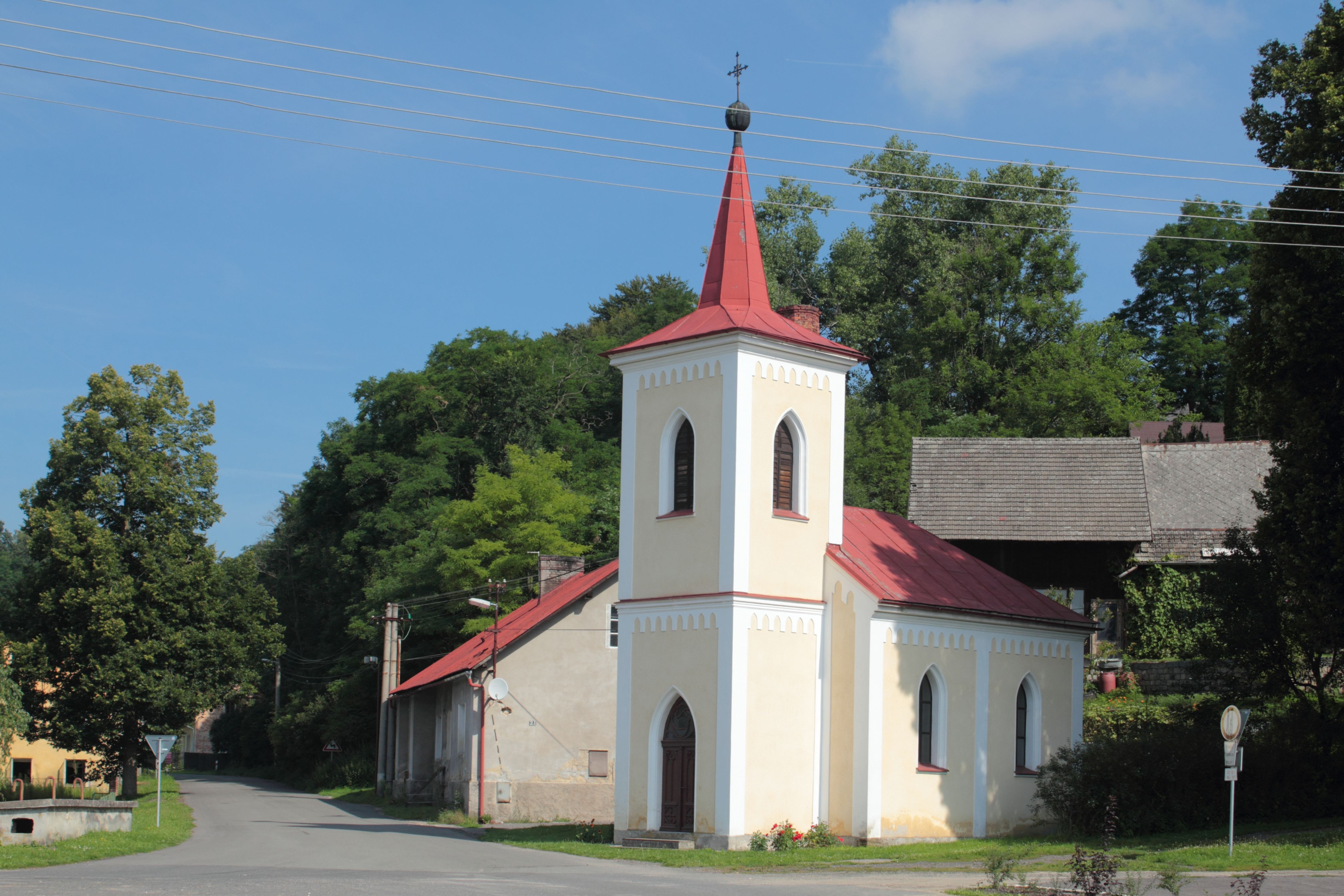
Kapelle der sieben makkabäischen Brüder in Koryta

Koryta ist eine Gemeinde im Okres Mladá Boleslav in der Region Mittelböhmen in der Tschechischen Republik. Es hat ungefähr 90 Einwohner. 

## Geographie
Die Ortschaft liegt im Norden Tschechiens im Okres Mladá Boleslav. Sie liegt 235 m über dem Meeresspiegel und hat eine Fläche von 1,66 km². In etwa 6 km Entfernung im Süden liegt der Hauptort Mnichovo Hradiště. Im Umkreis liegen die Orte Sezemice (N), Loukov (O), Loukovec (S) und Chocnějovice (W).

## Geschichte
Koryta wurde 1225 erstmals schriftlich erwähnt.